# Lubichowo (gemeente)
De gemeente Lubichowo is een landgemeente in het Poolse woiwodschap Pommeren, in powiat Starogardzki.
De gemeente bestaat uit 12 administratieve plaatsen solectwo: Bietowo, Lubichowo, Mermet, Mościska, Ocypel, Osowo Leśne, Smolniki, Szteklin, Wda, Wilcze Błota, Zelgoszcz, Zielona Góra
De zetel van de gemeente is in Lubichowo.
Op 30 juni 2004 telde de gemeente 5595 inwoners.

## Oppervlakte gegevens
In 2002 bedroeg de totale oppervlakte van gemeente Lubichowo 161,01 km², waarvan:
- agrarisch gebied: 34%
- bossen: 57%

De gemeente beslaat 11,97% van de totale oppervlakte van de powiat.

## Demografie
Stand op 30 juni 2004:
| Omschrijving                   | Totaal | Totaal | Vrouwen | Vrouwen | Mannen | Mannen |
| ------------------------------ | ------ | ------ | ------- | ------- | ------ | ------ |
| eenheid                        | aantal | %      | aantal  | %       | aantal | %      |
| inwoners                       | 5595   | 100    | 2848    | 50,9    | 2747   | 49,1   |
| bevolkingsdichtheid (inw./km²) | 34,7   | 34,7   | 17,7    | 17,7    | 17,1   | 17,1   |

In 2002 bedroeg het gemiddelde inkomen per inwoner 1453,75 zł.

## Aangrenzende gemeenten
Bobowo, Kaliska, Osieczna, Osiek, Skórcz, Starogard Gdański, Zblewo